# Роналд Венетијан
Роналд Венетијан (хол. Ronald Venetiaan; Парамарибо, 18. јун 1936) је суринамски математичар, политичар и бивши председник Суринама.
Први пут је изабран за председника 16. септембра 1991. године и био је то до 15. септембра 1996. године, када је на овој функцији замењен Жилом Вијденбосхом. У 2000. години је освојио изборе по други пут, освојивши 37 од 51 гласова, а од 12. августа до сада има функцију председника Суринама. У 2005. године је почео његов трећи мандат који је трајао до 2010. године када га је наследио Деси Бутерсе.